# تلف الغضروف المفصلي
تلف الغضروف المفصلي (بالإنجليزية: Articular cartilage damage)‏ في الركبة قد يوجد بشكل منفصل، ولكنه غالبًا ما يكون مصحوبًا بإصابات في الأربطة والغضاريف الهلالية. يواجه الأشخاص الذين خضعوا لتدخلات جراحية سابقة خطرًا أكبر للإصابة بتلف الغضروف المفصلي نتيجة تغير الميكانيكا الحيوية للمفصل. قد يُلاحظ تلف الغضروف المفصلي أيضًا في الكتف، مما يسبب الألم وعدم الراحة ويحد من الحركة. يمكن أن تتضرر بنية الغضروف ووظيفته بسبب مجموعة متنوعة من العوامل، مثل السقوط العنيف أو الإصابات الرياضية أو الإصابات السابقة في الركبة أو التآكل التدريجي بمرور الوقت. كما أن عدم الحركة لفترات طويلة قد يؤدي أيضًا إلى تلف الغضروف. لا يتجدد الغضروف المفصلي عادةً أي أن عملية الإصلاح بتكوين نسيج من النوع نفسه بعد الإصابة أو المرض، مما يؤدي إلى فقدان النسيج وتشكّل خلل في الغضروف. وقد تم وصف هذه الحقيقة لأول مرة من قبل ويليام هنتر عام 1743. لقد تطورت العديد من التقنيات الجراحية في محاولة لإصلاح عيوب الغضروف المفصلي.

## الأعراض
- الألم: يحدث أثناء الحركة أو بعدها، وقد يكون مستمرًا أو متقطعًا.

- التورم والتصلب: نتيجة الالتهاب في المفصل المصاب.

- إحساس بالفرقعة أو الطقطقة: قد يشعر المريض بصوت طقطقة أو احتكاك داخل المفصل.

- صعوبة في تحريك المفصل: تقييد مدى الحركة أو الشعور بـقفل المفصل.

- عدم استقرار المفصل: قد يشعر المريض بأن المفصل غير ثابت أو غير قادر على تحمل الوزن.

- ألم عند اللمس: يزداد الألم عند الضغط على المنطقة المصابة.

## الآلية
يتميز الغضروف المفصلي بقدرة محدودة للغاية على الإصلاح الذاتي. لا يلتئم الضرر الطفيف من تلقاء نفسه، وغالبًا ما يزداد سوءًا بمرور الوقت. نظرًا لأن الغضروف خالي من الأوعية الدموية والأعصاب ، فإن التلف السطحي غالبًا لا يسبب ألمًا.
عندما يزداد الضرر ويصل العيب الغضروفي إلى العظم تحت الغضروف، تبدأ إمدادات الدم في العظم بعملية التئام في المنطقة المصابة. في هذه الحالة، يتكون نسيج ندبي يتكون من نوع من الغضروف يُعرف باسم الغضروف الليفي.
على الرغم من أن الغضروف الليفي يمكنه ملء العيوب في الغضروف المفصلي، إلا أن بنيته تختلف تمامًا عن الغضروف الزجاجي، حيث إنه أكثر كثافة وأقل قدرة على تحمل الضغوط الميكانيكية اليومية. لذلك، يكون أكثر عرضة للتلف والانهيار بمرور الوقت.
دراسات علمية حول تلف الغضروف المفصلي:
أظهرت دراست وانچ وآخرون 2006 أن العيوب الصغيرة في الغضروف المفصلي قد تتطور إلى التهاب المفاصل العظمي مع مرور الوقت في حال عدم علاجها. عيب الغضروف المفصلي الذي قد يكون صغيرًا في البداية، لا يزال يمتلك القدرة على التأثير بشكل فيزيائي وكيميائي يؤدي إلى "تأثير الدومينو" على الغضروف المفصلي الطبيعي المحيط به.
اكتشف بيتكين وآخرون 2014 أن أحد أسباب تلف الغضروف المفصلي هو اضطراب انتقال الضغط داخل المفصل، مما يؤدي إلى عدم توزيع الحمل على الغضروف المجاور، وبالتالي تعرضه لإجهاد زائد يؤدي إلى تدهوره بمرور الوقت.

## التشخيص
لا توجد اختبارات غير تداخلية يمكنها حاليًا تشخيص تلف الغضروف المفصلي بدقة. بالإضافة إلى ذلك، تختلف الأعراض بشكل كبير من شخص لآخر. وكما ذكرت الدكتورة كارين هامبلي:
قد تشعر أو لا تشعر بالألم، وقد تعاني من محدودية الحركة أو تورم  أو قد لا تعاني منه على الإطلاق. نعم، قد تواجه أعراضًا مثل انحباس المفصل إذا تلف جزء من الغضروف المفصلي وأصبح جسمًا حرًا داخل المفصل، أو قد تواجه شعورًا بالتعثر أو عدم الثبات. من المحتمل أن تعاني من ضمور عضلي وصعوبة في أداء الأنشطة مثل صعود ونزول السلالم أو المشي أو الجري، ولكن هذه الأعراض شائعة أيضًا لدى الأشخاص الذين يعانون من إصابات متوسطة في الركبة. لهذا السبب، يُطلق على تلف الغضروف المفصلي لقب سندريلا مشاكل الركبة، حيث يتم تشخيصه عادةً بعد استبعاد تلف الهياكل الأخرى. فإذا لم يكن السبب هو الغضروف الهلالي أو الأربطة، فقد يكون من المفيد النظر في حالة الغضروف المفصلي.""قد تشعر أو لا تشعر بالألم، وقد تعاني من محدودية الحركة أو تورم  أو قد لا تعاني منه على الإطلاق. نعم، قد تواجه أعراضًا مثل انحباس المفصل إذا تلف جزء من الغضروف المفصلي وأصبح جسمًا حرًا داخل المفصل، أو قد تواجه شعورًا بالتعثر أو عدم الثبات. من المحتمل أن تعاني من ضمور عضلي وصعوبة في أداء الأنشطة مثل صعود ونزول السلالم أو المشي أو الجري، ولكن هذه الأعراض شائعة أيضًا لدى الأشخاص الذين يعانون من إصابات متوسطة في الركبة. لهذا السبب، يُطلق على تلف الغضروف المفصلي لقب سندريلا مشاكل الركبة، حيث يتم تشخيصه عادةً بعد استبعاد تلف الهياكل الأخرى. فإذا لم يكن السبب هو الغضروف الهلالي أو الأربطة، فقد يكون من المفيد النظر في حالة الغضروف المفصلي. الدكتورة كارين هامبلي، إصلاح الغضروف المفصلي للركبة

### تشخيص تلف الغضروف المفصلي
تكتسب فحوصات التصوير بالرنين المغناطيسي  أهمية متزايدة في تحليل الغضروف المفصلي، ولكنها لا تزال مكلفة وتستغرق وقتًا طويلاً. أما الأشعة السينية، فتُظهر فقط إصابات العظام، مما يجعلها غير مفيدة في تشخيص تلف الغضروف، خاصة في مراحله المبكرة. لذلك، يُعتبر المنظار المفصلي الأداة الأكثر دقة لتشخيص تلف الغضروف المفصلي.

### تصنيف تلف الغضروف المفصلي
وضع المجتمع الدولي لإصلاح الغضروف  نظام تصنيف بالمنظار لتقييم شدة تلف الغضروف المفصلي، وهو كالتالي:
الدرجة 0: غضروف صحي وسليم.
الدرجة 1: وجود بقعة رخوة أو بثور أو تآكل سطحي في الغضروف.
الدرجة 2: تمزقات سطحية تمتد إلى أقل من نصف سمك طبقة الغضروف.
الدرجة 3: وجود شقوق عميقة تتجاوز نصف سمك طبقة الغضروف.
الدرجة 4: تمزق كامل للغضروف مع تعرّض العظم تحت الغضروف أو العظم تحت الغضروفي.

### قياس مدى التلف
يقيس الأطباء عادةً حجم كل عيب غضروفي، حيث تُعتبر العيوب التي تقل عن 2 سم² صغيرة. ومع ذلك، لا يعتمد تأثير التلف فقط على حجمه، بل أيضًا على موقعه في المفصل، مما يؤثر على شدة الألم ومستوى الوظيفة الحركية وكذلك خيارات العلاج المتاحة.

### العلاقة بين الألم وتلف الغضروف
على عكس الاعتقاد الشائع، فإن الألم ليس مؤشرًا دقيقًا لتحديد مدى تلف الغضروف المفصلي. فقد يعاني بعض الأشخاص من ألم شديد بسبب عيب صغير، بينما قد يشعر آخرون بألم طفيف رغم وجود عيوب كبيرة وعميقة.

### قدرة الغضروف المفصلي على الشفاء
نظرًا لعدم احتواء الغضروف المفصلي على إمداد دموي، وبسبب محدودية حركة الخلايا الغضروفية، فإن قدرة الغضروف على التجدد الذاتي محدودة للغاية. وإذا تُرك دون علاج، فإن التلف الغضروفي سيتفاقم تدريجيًا، مما يؤدي إلى تفاقم درجة الإصابة وزيادة الضرر مع مرور الوقت.

## العلاج
على الرغم من أن تلف الغضروف المفصلي لا يُشكل خطرًا على الحياة، إلا أنه يؤثر بشكل كبير على جودة الحياة. غالبًا ما يكون تلف الغضروف المفصلي سببًا في الألم الشديد، وتورم الركبة، وانخفاض كبير في الحركة، وقيود حادة على الأنشطة اليومية. على مدار العقود الماضية، ركّزت الأبحاث على تجديد المفاصل التالفة. يُعتقد أن هذه الإجراءات التجديدية تؤخر تطور الفُصال العظمي  الناتج عن إصابات الغضروف المفصلي في الركبة، وذلك من خلال إبطاء عملية تدهور المفصل مقارنةً بالحالات التي تُترك دون علاج. وفقًا لدراسة ميثوفر وآخرين 2006، فإن إجراءات إصلاح الغضروف المفصلي تحقق أفضل النتائج عند التدخل في المراحل المبكرة من التلف الغضروفي.